# Louis de Sacy

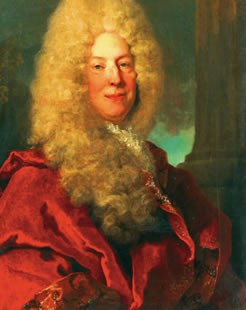
Portret van Louis de Sacy door Nicolas de Largilliere

## De letterkundige en jurist
Louis de Sacy (1654 in Parijs - 26 oktober 1727 in Parijs) was een Frans advocaat en letterkundige. Het prefix "de" in zijn naam duidt op zijn adeldom; hij behoorde tot de ambtsadel. Hij maakte een Franse vertaling van Plinius' Epistulae. Sacy was na 1701 lid van de Académie française.
Sacy was betrokken bij de verwijdering van Charles Irénée Castel, Abbé de Saint-Pierre uit de Académie française. Hij was een van de vier leden die het verweer van deze verlichte filosoof wilden aanhoren alvorens hem uit te sluiten.

## Het naar hem genoemdechampagnehuis
Het champagnehuis Louis de Sacy dat eigendom is van de gelijknamige familie koos het gestileerde portret van hun voorouder Louis de Sacy, ontleend aan een schilderij van Nicolas de Largilliere als beeldmerk van Champagne Louis de Sacy. De gemeente Sacy is een van de premier cru-gemeenten van Champagne. In 2014 stond de twaalfde generatie aan het hoofd van het bedrijf.

## Werken van Louis de Sacy
- Traité de l’amitié (1701)
- Traité de la gloire (1715)
- Recueil de mémoires et factums et harangues de M. de Sacy (2 delen, 1724)

vertalingen van Plinius de Jongere
- Lettres de Pline le Jeune (1699)
- Panégyrique de Trajan (1709), de panegyricus ter ere van Trajanus

- Biblioteca Nacional de España: XX1401962
- Bibliothèque nationale de France: cb122656942 (data)
- Catàleg d'autoritats de noms i títols de Catalunya: 981058517349106706
- CiNii: DA1571043X
- Gemeinsame Normdatei: 104102489
- International Standard Name Identifier: 0000 0000 8151 0758
- Library of Congress Control Number: nr93034488
- Nationale Bibliotheek van Tsjechië: ola2008460117
- Nationale Bibliotheek van Israël: 987007285820205171
- Nationale Bibliotheek van Polen: a0000003214396
- Nederlandse Thesaurus van Auteursnamen: 116887117
- Réseau des bibliothèques de Suisse occidentale: 02-A000142735
- Istituto Centrale per il Catalogo Unico: LO1V168951
- Système universitaire de documentation: 031442986
- Virtual International Authority File: 71448962
- WorldCat: E39PBJtrRwFWpjC3XhXVFvVpyd